# Salvatore Genova
Salvatore Genova (Carini, 5 luglio 1947 – 1º luglio 2023) è stato un politico e poliziotto italiano.

## Biografia
Laureato in giurisprudenza, divenne funzionario di pubblica sicurezza. 
Dal 1978 al 1981 fece parte di una squadra di funzionari e poliziotti detta "Ave Maria" che si occupava di interrogare e talvolta, secondo la confessione di Genova stesso, torturare i detenuti per terrorismo politico: in essa vi erano anche, oltre al questore Umberto Improta, Oscar Fioriolli, Luciano De Gregori, e Nicola Ciocia (soprannominato "prof. De Tormentis"), alcuni dei quali tra i liberatori del generale americano Dozier, rapito dalle BR. 
Anni dopo il commissario Genova, pentito di quegli atti (nel frattempo caduti in prescrizione), ha rilasciato numerose dichiarazioni confermando le accuse degli stessi brigatisti e riferendo di uso massiccio di waterboarding e tortura dell'acqua, ma anche di violenze sessuali, pestaggi e abusi psicologici, oltre alle normali tecniche di interrogatorio. Queste pratiche sarebbero state autorizzate (specie per il sequestro Dozier, in particolare sarebbe stata la tortura inflitta al brigatista Ruggero Volinia a portare alla rapida individuazione del covo) direttamente dal ministro Virginio Rognoni.
Lasciata la polizia, nel 1983 fu eletto alla Camera dei deputati nel collegio di Torino, nelle file del PSDI, che abbandonò nel 1985 per aderire alla DC. Fece parte della commissione Interni. Concluse il mandato parlamentare nel 1987.